# Schichtholz

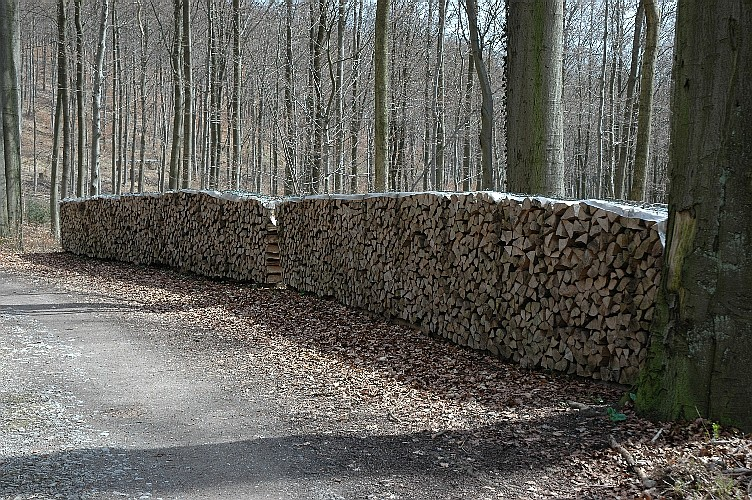
Eine Scheiterbeige aus Meterstücken Buchen-Brennschichtholz am Waldweg

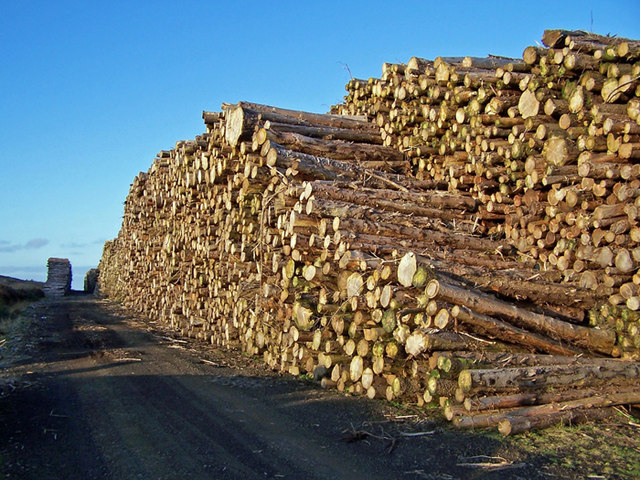
Industrieholz – als Schichtholz ausgehalten

Als Schichtholz wird in der Forstwirtschaft Rohholz bezeichnet, welches nicht einzelstammweise vermessen, sondern nach Raummetern verkauft wird.

## Bemessungen
Beim Schichtholz werden zwei Arten unterschieden, das Scheitholz und das sonstige Kurzholz.
Dazu wird es meist in Längen von 1 oder 2, seltener auch 3 bis maximal 7 Metern geschnitten und schichtweise in sogenannten Stößen aufgerichtet. Diese Holzstöße erhalten beim Aufsetzen ein Höhenübermaß von mindestens 3 %.
Der Vorteil beim Verkauf als Schichtholz liegt darin, dass nicht jeder Stamm einzeln vermessen werden muss. Hierdurch können die Holzerntekosten gesenkt werden. In der Regel handelt es sich beim Schichtholz um minderwertige Sortimente wie Industrieholz oder Brennholz.
Für den Verkauf wird in der Regel in Deutschland die Gesetzliche Handelsklassensortierung für Rohholz (Forst-HKS) genutzt. Hiernach wird Schichtholz nach dem Durchmesser mit Rinde am schwächeren Ende in folgende Klassen eingeteilt:
| Klasse | Klasse                             | Durchmesser mit Rinde |
| S 1    | Rundlinge                          | 3 bis 6 cm            |
| S 2    | Rundlinge                          | 7 bis 13 cm           |
| S 2.1  | Rundlinge                          | 7 bis 9 cm            |
| S 2.2  | Rundlinge                          | 10 bis 13 cm          |
| S 3    | Rundlinge sowie Spaltstücke daraus | 14 cm und mehr        |
| S 3.1  | Rundlinge sowie Spaltstücke daraus | 14 bis 19 cm          |
| S 3.2  | Rundlinge sowie Spaltstücke daraus | 20 cm und mehr        |

Bei Schichtholz ohne Rinde vermindern sich die genannten Durchmesser um 1 cm. Die Unterteilung der Klassen S 2 und S 3 in Unterklassen kann entfallen.
Der Handel nach diesen Richtlinien ist nicht Pflicht, aber dient der Vereinheitlichung des Marktes. Bei besonderen Verwendungszwecken kann es hilfreich sein, hiervon abzuweichen.